# Легкий Василь Юрійович
Василь Легкий (нар. 29 квітня 1981, Київ, Україна) — український художник-графік, скульптор, майстер різьби по дереву, майстер з літографії.

## Життєпис
Народився Василь Легкий у Києві 29 квітня 1981 року. Малювати почав ще до школи.
Під час навчання у школі відвідував різноманітні гуртки: різьблення по дереву, конструювання, вчився у малій авіаційній академії і це все поєднував із навчанням у київській художній школі.
У 2005 році закінчив видавничо-поліграфічний факультет НТУУ «КПІ» за спеціальністю художника-графіка. Після закінчення інституту працював дизайнером у будівельній фірмі, головним художнім редактором у видавничому домі «Києво-Могилянська академія».
Багато мандрував, їздив у творчі відрядження до Італії, Чехії, Польщі та Німеччини, робив замальовки у Болгарії та ін. країнах. Писав етюди у Криму i Карпатах.
У вільний час виготовляє театральні маски, малює портрети, різьбить по дереву тощо. Популяризує народні звичаї, а також декоративно-прикладне мистецтво, проводить майстер-класи з різьблення, витинанки та писанкарства.
Малює по склу. Прийом локального кольору є домінантним у його олійних роботах.
Для акварелей художника характерна кольорова мозаїчність, що створює своєрідну авторську «структуру Всесвіту», наводить на асоціацію з вітражами.
Періодично звертається до такого виду мистецтва як камея (був відомий ще у давніх вавилонян та греків). Скульптура представлена у широкому діапазоні від мініатюри до робіт вистотою у людський зріст, у більшості робіт відображені персонажі української народної міфології.
Займається ілюстративним оформленням книг (чорно-біла графіка).
Зараз Василь Легкий працює у Національній художній академії мистецтв і архітектури у літографській майстерні на посаді майстра-викладача.
|  |
|  |

|  |
|  |

|  |
|  |

## Виставки
У січні 2013 року роботи В. Легкого презентуються на Різдвяних святах у Національному музеї народної архітектури та побуту України.
29 січня — 26 квітня 2013 — персональна виставка у Державному краєзнавчому музеї Фастова.
21 червня — 8 серпня 2013 — виставка Василя Легкого «Гра світла» (живопис, графіка, живопис на склі, дерев'яна скульптура) у музеї Михайла Старицького у Києві).
Листопад 2013 — участь у Всеукраїнській художній виставці, присвяченій 85-літтю Чінгіза Айтматова (Київ та інші міста України).
Липень — серпень 2014 — персональна виставка В. Легкого в рамках фестивалю «Зелена Сцена» у Чернігові.
Травень — серпень 2014 — Всеукраїнська художня виставка «Мальовнича Україна», присвячена 200-річчю від дня народження Тараса Шевченка (Черкаський художній музей).
Жовтень — листопад 2015 — персональна виставка «Плин часу» (Ржищівський археолого-краєзнавчий музей).
11 грудня 2015 — 7 лютого 2016 — персональна виставка «Мальовнича Київщина», у межах культурно-мистецької акції «Відчуй Україну» в Художньому музеї імені А. Куїнджі (м. Маріуполь).
27 червня — 5 липня 2016 — учасник пленеру по живопису (м. Нова Загора, Болгарія).
12 квітня — 6 травня 2017 — персональна виставка "«Мої мандрівки», включно з низкою мистецьких акцій; концертів, творчих зустрічей, майстер-класів (Київ культурно-мистецький центр «Києво-Могилянська академія».
З 1 липня — 6 вересня 2017 — персональна виставка «У пошуках казки» музей Максима Рильського. Виставку перевезли до бібліотеки ім. Некрасова (м. Київ), де виставка триває і досі.
15 — 13 грудня 2017 — виставка графіки у художній галереї імені Руси Карабиберов (м. Нова Загора, Болгарія).
2 березня — 3 травня 2018 — персональна виставка «Роздуми» (Фастівський державний краєзнавчий музей).
5 листопада — 28 лютого 2019 — персональна виставка «Подорожній щоденник» у Державній бібліотеці України для юнацтва, м. Київ.
Роботи художника зберігаються у музейних колекціях Києва, Фастова, Чернігова та приватних колекціях України, Молдови, Росії, Німеччини, Болгарії, Франції, Канади.
|                                         |
| Вітряки (Музей просто неба в Пирогові). |

|  |
|  |

|  |
|  |

|            |
| Колядники. |

|                                       |
| Портрет поета Сашка Обрія (Кучеренка) |